# Ichthyophis weberi
Ichthyophis weberi is een wormsalamander uit de familie Ichthyophiidae. De soort werd voor het eerst wetenschappelijk beschreven door Edward Harrison Taylor in 1920. Synoniem: Caudacaecilia weberi (Taylor, 1920).
Ichthyophis weberi komt endemisch voor in de Filipijnen. Een specimen van deze wormsalamander werd ontdekt door C.M. Weber bij de Malatgan-rivier op Palawan, Filipijnen, in 1909. Het dier had een totale lengte van 25 millimeter, waarvan een staart van 2,5 mm en een snuit van 5 mm. Het werd bewaard in Manilla maar is vernietigd tijdens de laatste gevechten van de Tweede Wereldoorlog in de Filipijnen.